# Xi Eridani
Xi Eridani (ξ Eridani, förkortat Xi Eri, ξ Eri)  som är stjärnans Bayerbeteckning, är en ensam stjärna belägen i den norra delen av stjärnbilden Eridanus. Den har en skenbar magnitud på 5,17 och är svagt synlig för blotta ögat där ljusföroreningar ej förekommer. Baserat på parallaxmätning inom Hipparcosuppdraget på ca 15,6 mas, beräknas den befinna sig på ett avstånd på ca 209 ljusår (ca 64 parsek) från solen. Stjärnan anses vara medlem i Sirius superstjärnhop.

## Egenskaper
Xi Eridani är en blåvit stjärna i huvudserien av spektralklass A2 V, som anger att den genererar energi genom termonukleär fusion av väte till helium i dess kärna. Den har en massa som är ca 2,3 gånger större än solens massa, en radie som är ca 2,2 gånger större än solens och utsänder från dess fotosfär ca 28 gånger mera energi än solen vid en effektiv temperatur på ca 8 400 K.